# Pascal Duprat
Pour les articles homonymes, voir Duprat.
Pour l’article ayant un titre homophone, voir Pascal Dupraz.
Pierre Pascal Duprat, né le 24 mars 1815 à Hagetmau et mort en mer à hauteur des Iles Canaries dans la traversée de Dakar à Lisbonne, le 17 aout 1885, est un diplomate et homme politique français.

## Biographie
Duprat a fait ses premières études à Aire-sur-l’Adour, dans un collège dirigé par des prêtres. D’abord intéressé par l’étude des langues, il est allé étudier à l’université d’Heidelberg. II en revint sachant parfaitement l’allemand et ayant lu les écrits des penseurs qui ont exprimé leurs idées dans cette langue.
En 1840, il accepte de Narcisse-Achille de Salvandy le poste de professeur d’histoire au collège royal d’Alger tout en collaborant à la Réforme, La Revue indépendante et le Droit. Revenu en France, il publie, en 1845, un Essai historique sur les races anciennes et modernes de l’Afrique septentrionale. La même année, vivement opposé aux exactions de la guerre d’agression des généraux Pélissier et Saint-Arnaud (voir enfumades d'Algérie), il publie « Une guerre insensée, expédition contre les Kabyles ou Berbers de l’Algérie dans la Revue indépendante du 25 mars 1845.
Au début de 1847, il devient rédacteur en chef de La Revue indépendante. Lors la Révolution de 1848, il réclame la République, et fait paraitre, avec Lamennais, le premier numéro du Peuple constituant. Élu député des Landes, il abandonne la publication du Peuple constituant à Lamennais, et siège à l’extrême gauche mais, de nature indépendante, il s’est séparé de ses amis politiques sur certaines questions. C’est lui notamment, qui a fait décréter l’état de siège, lors des journées de Juin, pendant la révolte des partisans de la « République démocratique et sociale », et confier les pouvoirs exécutif au général Cavaignac. Il a pris la parole en maintes circonstances, prononcé un discours, qui a fait une grande sensation, contre le cautionnement des journaux.
Lorsqu’il a été question de reconnaitre le gouvernement révolutionnaire hongrois, le choix du gouvernement s’était arrêté sur lui et elle l’avait même officieusement prévenu qu’il allait être nommé chargé d’affaires à Pest près la nouvelle république hongroise, mais cette reconnaissance n’a pas eu lieu par suite des changements survenus dans le régime politique français.
Réélu à l’Assemblée législative, il a fait une vive opposition au « prince-président », est s’est énergiquement opposé au projet de loi du 31 mai 1850 excluant près d’un tiers des électeurs des listes électorales, contre la loi de déportation, contre la loi du timbre restreignant les libertés de la presse. Il a voté contre l’expédition de Rome, sans toutefois s’associer à la manifestation du Conservatoire des arts et métiers, et se prononça contre toutes les poursuites demandées contre ceux de ses collègues compromis dans cette affaire.
Le 2 décembre, il a protesté contre le coup d’État du 2 décembre 1851, et fait partie des 220 députés qui ont voté la déchéance de Louis-Napoléon Bonaparte avec l’ordre de lui désobéir. Arrêté et enfermé au Mont-Valérien, puis à Sainte-Pélagie, il a été compris dans le décret interdisant le séjour du territoire à un certain nombre de représentants du peuple:100.
Exilé à Bruxelles, mais ayant publié les tables de proscription de Louis Bonaparte et de ses complices relatif aux événements de décembre, il a dû quitter la Belgique pour la Suisse, où l’appelle Jean-Baptiste Versigny à Neuchâtel. Nommé à la chaire de Droit international de l’académie de Lausanne, il est devenu le correspondant de l’Indépendant. Dans cette ville, il a fait la connaissance de la philosophe et scientifique Clémence Royer, qui y donnait des cours de logique et de philosophie, et avec qui il vivra par la suite en union libre. Celle-ci le suivra en Italie, où elle donnera naissance, en 1866, à leur fils.
Il est ensuite allé résider en Italie, à Rome, où il est devenu le familier du comte de Cavour qui ne cessait de rechercher ses avis et ses conseils:116. Tout de suite, il se met à l’œuvre pour seconder son œuvre, et s’est occupé de travaux économiques. Il a fondé, à Turin, un journal en français intitulé l’Italie nouvelle, dans lequel il a traité toutes les grandes questions intéressant l’avenir financier, commercial et industriel de l’Italie.
Rendu à la France, après 8 ans d’exil forcé, par l’Empire libéral, il a tenté de rentrer dans la vie politique active. Lors des élections générales de 1869, il s’est présenté dans la deuxième circonscription de Dax comme candidat de l’opposition au Corps législatif, mais il n’a obtenu que 4 000 voix contre 24 000 à son concurrent, Darracq. Il n’a pas eu plus de succès à Paris, lors des élections complémentaires de novembre 1869. En avril 1871, il a été nommé ministre plénipotentiaire à Athènes.

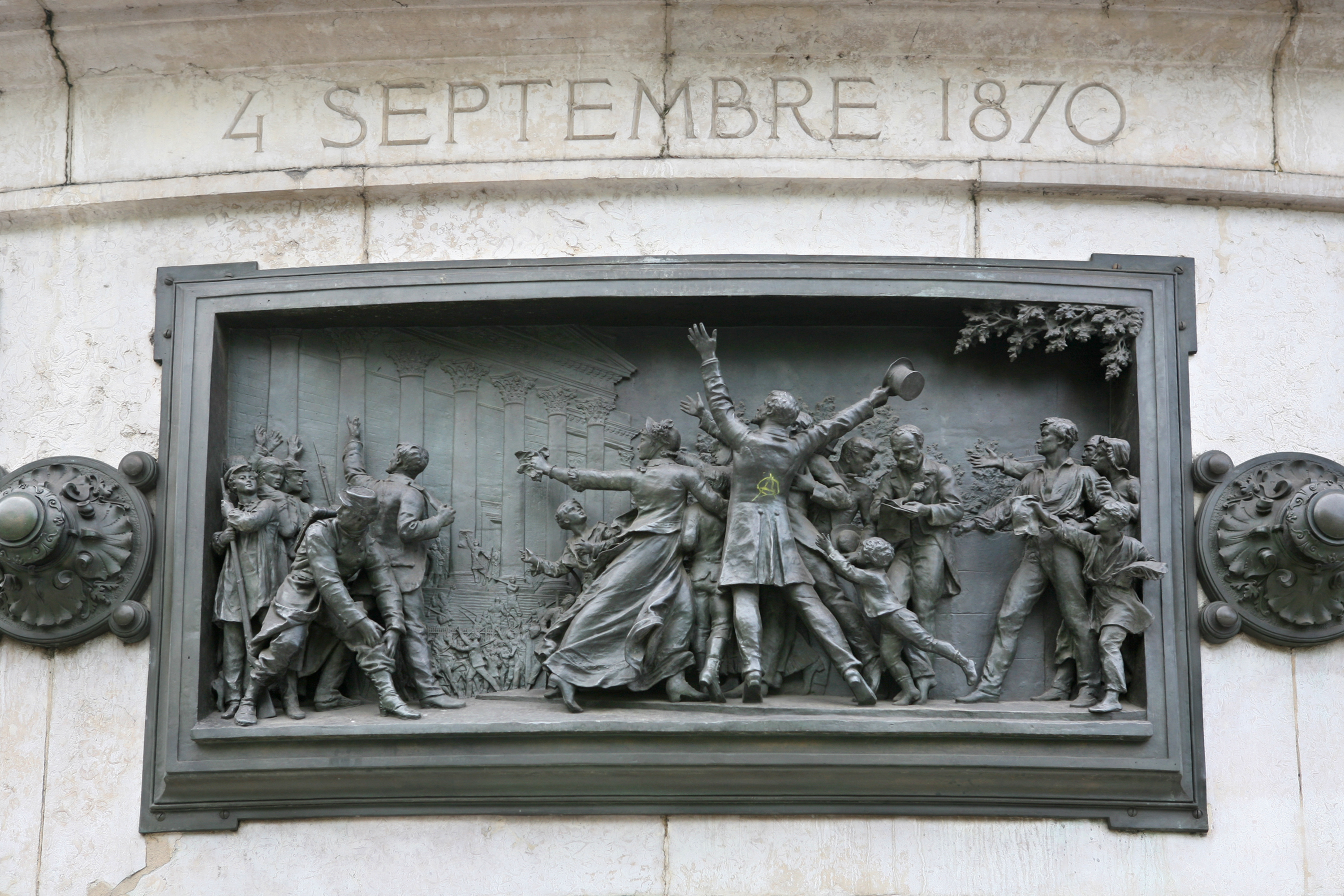
Proclamation de la République du 4 septembre 1870, haut-relief en bronze de Léopold Morice, Paris, 1883.

Après la  proclamation de la République française, en juin 1871, il a fondé le Peuple souverain, quotidien politique dans laquelle il soutenait la nécessité des mesures de clémence envers les communards prisonniers. Il s’est également représenté, sans succès, dans son département des Landes aux élections du 8 février 1871. Il a été plus heureux au scrutin complémentaire du 2 juillet suivant en obtenant 33 309 voix sur 55 536 votants.
Siégeant dans les rangs de la gauche républicaine, il a voté pour le gouvernement dans la question du pouvoir temporel, pour le traité douanier, la proposition Feray de réduction des droits de douane sur les matières premières, le maintien les traités de commerce, le retour de l’Assemblée à Paris. Il a voté contre la loi départementale, la dissolution des gardes nationales, le pouvoir constituant et la proposition Ravinel visant à transférer à Versailles les administrations et les services publics. Il a pris la parole dans un grand nombre de discussions et interpelé le gouvernement au sujet de la mise en accusation de Bazaine.
À l’Assemblée, il a également combattu l’administration des princes d’Orléans et leur demande de restitution des biens confisqués par l’Empire. Au mois de décembre 1871, à l’occasion de la prise de possession de leurs sièges par ces mêmes princes, il a soulevé un violent orage au sein de l’Assemblée nationale en apportant et en lisant à la tribune la pièce constatant que MM. d’Aumale et de Joinville avaient manqué à l’engagement qu’ils avaient pris, le 8 juin 1871 envers Adolphe Thiers, par l’entremise d’Audiffret-Pasquier, de ne pas siéger à l’Assemblée.
Dans les discussions de loi constitutionnelle, il a présenté un amendement en vertu desquels les sénateurs serait nommés par les mêmes électeurs que les députés, amendement d’abord adopté par l’Assemblée, ensuite rejeté à la suite d’un message du président Mac-Mahon. Il a également pris la parole au cours des débats qui ont eu lieu relativement aux concessions de chemin de fer, à la liberté de l’enseignement supérieur, qu’il a ardemment défendue contre la loi Falloux, à la loi électorale, à la réforme judiciaire en Égypte, la défense d’un impôt sur le capital ou l’impôt sur le revenu, etc. En 1875, il a été nommé rapporteur du projet de loi en faveur de la levée de l’état de siège.
Aux élections du 20 février 1876, il a été battu par un bonapartiste dans l’arrondissement de Saint-Sever, mais il s’est vu offrir la place du 17e arrondissement de Paris, laissée vacante par Édouard Lockroy, qui avait opté pour Aix, où il avait également été élu. Ayant obtenu, au premier tour, le 16 avril la majorité relative sur ses deux concurrents républicains, il a été élu, le 30 avril 1876. À la Chambre des députés, il a voté pour l’amnistie partielle, s’est abstenu sur la question de la suppression du budget des cultes et a voté constamment avec la majorité républicaine qui s’était attachée à montrer autant d’esprit politique de libéralisme.

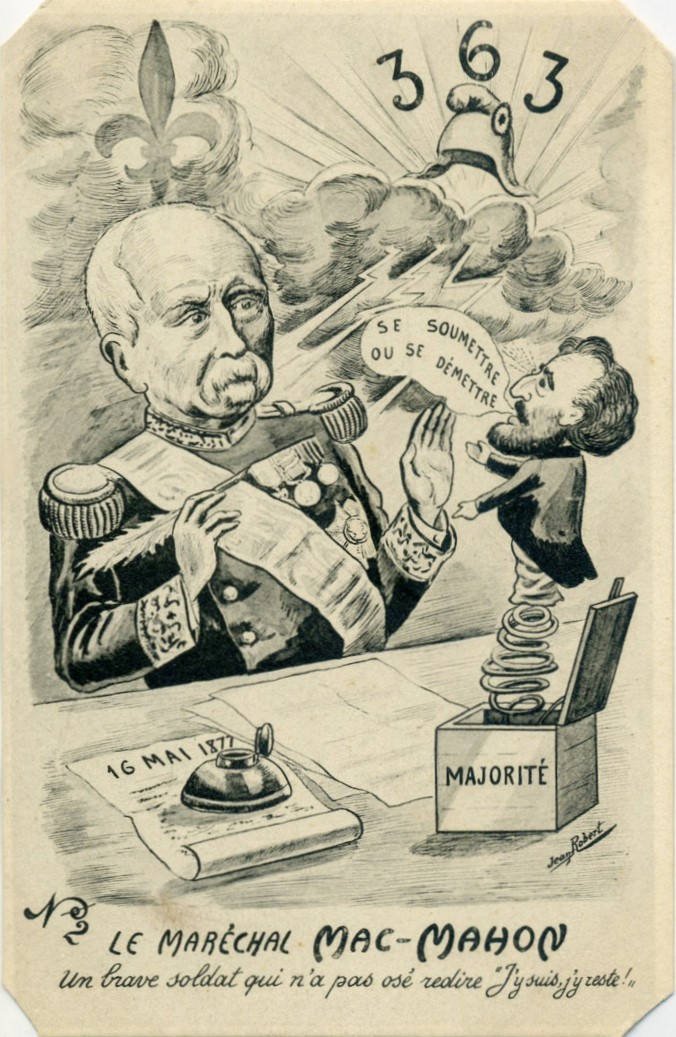
Caricature de la crise du 16 mai 1877 : Léon Gambetta jaillit tel un diable à ressort devant le président de la République.

Lors de la crise du 16 mai 1877, il s’est associé, 18 mai 1877, à la protestation des gauches, avec le manifeste des 363, contre le message du président Mac-Mahon, qui venait de recommencer la lutte contre les républicains, puis il a fait partie des 363 députés qui ont refusé la confiance au gouvernement de Broglie, le 19 juin 1877.
Le 14 octobre suivant, il a été réélu député du 17e arrondissement de Paris à une majorité considérable. À la nouvelle Chambre, il a voté, le 15 novembre, pour la commission d’enquête charger le constater les abus par l’administration, pendant la période électorale, contre le ministère du général Rochebouët.
En 1877, il est réélu député de la Seine. Après l’élection de Jules Grévy, il interviendra peut-être pour participer à, et souvent présider, toutes les commissions importantes. En dehors du Parlement, il a fondé la Ligue pour la défense des intérêts des consommateurs et des contribuables, encouragé la création de chambres syndicales et de sociétés de secours mutuels.
Le cancer de l’estomac, dont il souffrait depuis quelque temps déjà, l’a forcé à s’aliter au cours de l’hiver 1881 et pendant presque tout le printemps, ne se levant que pour se faire transporter aux eaux de Capvern, prescrites par ses médecins. Malgré son refus de se présenter aux élections anticipées du mois d’aout, 1 800 voix du 17e arrondissement et 5 000 dans l’Oise se sont portées sur son nom.
Retourné dans les Landes, il y dirigeait le Nouveau Journal républicain, lorsqu’au mois de décembre de 1881, il a été nommé ministre plénipotentiaire au Chili. Parti en mars 1883, ne connaissant pas l’Amérique, espérant que le climat du Chili serait favorable à sa santé, le voyage s’est bien passé dans l’Atlantique mais, dans le Pacifique, il a souffert de fièvres et d’étouffements.
Arrivé à Valparaiso, il se sentait mieux mais, ayant voulu, dans le courant de l’année 1884, faire, dans le Sud, un voyage qu’il projetait depuis longtemps, cette tournée longue et fatigante, en pleine saison des pluies, a été désastreuse pour sa santé. Rentré accablé à Santiago, il a dû, de nouveau, s’aliter. Il était tombé si bas que le bruit de sa mort a couru jusqu’en France. Il s’était de nouveau remis, mais le mal qui l’affligeait l’a bientôt ressaisi avec une extrême violence. Son cancer de l’estomac s’était doublé d’une inflammation de la vessie.
Voulant revoir la France avant de mourir, à la fin du mois de juin, il a quitté Santiago pour se rendre à Valparaiso, où il s’est embarqué sur la Ville-de-Strasbourg. De nouveau saisi de fièvres et obligé de s’aliter, son état l’a obligé à descendre à terre à Rio de Janeiro, et de laisser le navire continuer sans lui sa course vers l’Europe. Malgré les soins des médecins brésiliens et la sollicitude de son collègue, le comte Amelot, ministre de France à Rio, rien ne pouvait arrêter les progrès de la maladie et, dans un suprême effort afin de revoir la France, il s’est embarqué, le 6 aout, sur le Niger.
Arrivé, le 14 aout, à Dakar, le Niger se rapprochait de la France lorsque, dans la nuit du 16, il fut pris de sueurs froides. Le 17, ses extrémités devinrent glacées. À cinq heures, il était mort, alors que le Niger se trouvait à la hauteur des Iles Canaries. La rapide décomposition de son cadavre n’a pas permis, contrairement à ses vœux, son inhumation en France le retour. Sa sépulture en mer a également fait l’objet de nombreux regrets, protestations et plaintes en France.
Il a toujours été l’un des orateurs dans la parole élégante et nerveuse a fait le plus d’impressions sur la chambre. Membre du congrès international des sciences sociales, ses qualités d’orateur lui ont valu de grands succès, à Bruxelles, à Liège, à Gand et à Berne.
Indépendamment de ses nombreux travaux comme journaliste, de ses multiples discours perdus, car improvisés, mais considérés par les contemporains comme un parfait modèle d’éloquence française, on lui doit de nombreux ouvrages.

## Publications
- Essai historique sur les races anciennes et modernes de l’Afrique septentrionale : leurs origines, leurs mouvements et leurs transformations, depuis l’antiquité la plus reculée jusqu’à nos jours, Paris, Jules Labitte, 1840, 308 p., in-8° (OCLC 1061870591, lire en ligne).
- Timon et sa logique : avec une préface, Paris, Labitte, 1845, 72 p., in-32 (OCLC 457408759, lire en ligne).
- Une guerre insensée : expédition contre les Kabyles ou Berbers de l’Algérie (Extrait de la Revue indépendante du 25 mars 1845), Paris, Schneider et Langrand, 1845, 15 p., in-8° (OCLC 457408777).
- Victoire du peuple sur la royauté : inauguration de la République, Paris, Impr. de L. Martinet, 1848, 8 p., in-8° (OCLC 457408783, lire en ligne sur Gallica).
- De l’État, sa place et son rôle dans la vie des sociétés, Bruxelles, J. Rozez, 1852, 72 p., in-18 (OCLC 82866235, lire en ligne sur Gallica).
- Les tables de proscription de Louis Bonaparte et de ses complices, t. 1, Liège, Redouté, 1852, 2 vol. ; in-8° (lire en ligne sur Gallica), tome 2 sur Gallica.
- Les Encyclopédistes : leurs travaux, leur doctrine et leur influence, Paris, Librairie internationale, 1865, 196 p., in-8° (OCLC 457408696, lire en ligne).
- La Conjuration contre les petits États en Europe, Paris, Librairie internationale, 1867, 56 p., in-18 (lire en ligne).
- Les Révolutions, Paris, Armand Le Chevalier, 1869, 255 p., 18 cm (OCLC 14715824, lire en ligne).
- L’Esprit des Révolutions, t. 1, Paris, C. Marpon et E. Flammarion, 1879, 467 p., 2 vol. in-8° (OCLC 457408706, lire en ligne).
- Marcus [Toussaint Nigoul] (préf. Pascal Duprat), Lakanal, Paris, C. Marpon et E. Flammarion, 1879, 160 p., 1 vol. : portrait de Lakanal, fac-sim. ; in-8° (lire en ligne sur Gallica).